# باول أوسوليفان (ممثل)
باول أوسوليفان هو ممثل كندي، ولد في 4 أبريل 1964 في كندا، وتوفي في 18 مايو 2012 في بيتيربوروغ في كندا بسبب حادث مرور.

## وصلات خارجية
- باول أوسوليفان على موقع IMDb (الإنجليزية)
- باول أوسوليفان على موقع قاعدة بيانات الفيلم (الإنجليزية)